# Komac
Komac je priimek v Sloveniji, ki ga je po podatkih Statističnega urada Republike Slovenije na dan 1. januarja 2024 uporabljalo 381 oseb, kar priimek uvršča na 935. mesto po pogostnosti priimkov v Sloveniji. Največ ljudi s tem priimkom, 183, živi v Goriški statistični regiji, kjer je priimek po pogostnosti na 92. mestu.

## Znani nosilci priimka
- Andrej Komac - Mota (1853—1908), gorski vodnik
- Andrej Komac (1970—2003), zgodovinar medievist
- Andrej Komac (*1979), nogometaš
- Anton Komac (1865—?), društveni in politični delavec
- Biserka Komac (*1949), košarkarica, slikarka, vizualna oblikovalka, fotografinja
- Blaž Komac (*1974), geograf, strokovnjak za naravne nesreče
- Borut Komac, športnik?
- Božidar Komac (1926—2013), jadralni pilot
- Darko Komac (*1948), pesnik, pisatelj, prevajalec, igralec; knjižničar
- Dašenjka Komac Hajnrihar (1926—2004), prevajalka, avtorica šolskih knjig in slovarjev
- Domen Komac, plezalec, alpinist
- Ferdinand "Ferči" Komac (1905—1942), glasbenik in politični delavec, talec
- Gregor Komac (*1969), igralec namiznega tenisa
- Jadviga Komac Taljat (1912—?), prevajalka
- Jaro Komac (1924—2020), šolnik (ravnatelj Poljanske gimnazije), slavist, dramaturg, prevajalec
- Jernej Komac (*1988), zgodovinar, arhivist
- Jože Komac - Paver/Paur (1862—1939), gorski vodnik
- Maks Komac (1907—2004), kulturnoprosvetni delavec, pevec, publicist
- Marko Komac (*1972), geolog
- Miloš Komac (1939—2022), kemik
- Miran Komac (*1953), politolog, strokovnjak za manjšine, prof.
- Slavo (Radoslav) Komac (1901—1983), sokolski delavec, šolnik
- Stanka Komac Šraj (1920—2017), slikarka, likovna pedagoginja
- Urban Komac (*1977), kolesar
- Urša Komac, arhitektka
- Vito Komac (*1952), pisatelj
- Vlasta Terezija Komac (*1948), domoznanka, etnološka zbiralka, publicistka
- Zoran Komac (1921—2013), klarinetist, zabavni glasbenik